# LigaPro
Portugalska LigaPro je drugoligaško nogometno natjecanje. 
Prije se zvao Segunda Divisão (Druga divizija) i Liga de Honra, a kada je LPFP preuzeo nadzor i upravljanje na razini cijele države, preimenovao ga je u Segunda Liga. Nakon jedne sezone, izvorno ime je vraćeno u službenu uporabu. Od 2016. godine liga se zove LigaPro.

## Imena
| Godina        | Ime                                              |
| ------------- | ------------------------------------------------ |
| 1990. – 2000. | Segunda Divisão de Honra                         |
| 2000. – 2002. | Segunda Liga                                     |
| 2002. – 2006. | Liga de Honra (na hrvatskom bi bilo: Liga časti) |
| 2006. – 2010. | Liga Vitalis                                     |
| 2010. – 2012. | Liga Orangina                                    |
| 2012. – 2016. | Segunda Liga                                     |
| 2016.–        | LigaPro                                          |

## Sudionici LigePro 2017./18.
- Académica
- Académico de Viseu
- Arouca
- Benfica B
- Braga B
- Cova da Piedade
- Covilhã
- Famalicão
- Gil Vicente
- Leixões
- Nacional
- Oliveirense
- Penafiel
- Porto B
- Real Queluz
- Santa Clara
- Sporting CP B
- União Madeira
- Varzim
- Vitória Guimarães B

Broj sudionika u LigaPro će od sezone 2017./18. smanjen za dvoje.

## Popis pobjednika
(stanje u veljači 2017.)
1990./91.: Paços de Ferreira

1991./92.: S.C. Espinho

1992./93.: Estrela da Amadora

1993./94.: Tirsense

1994./95.: Leça

1995./96.: Rio Ave

1996./97.: Campomaiorense

1997./98.: União Leiria

1998./99.: Gil Vicente

1999./00.: Paços de Ferreira

2000./01.: Santa Clara

2001./02.: Moreirense

2002./03.: Rio Ave

2003./04.: Estoril-Praia

2004./05.: Paços de Ferreira

2005./06.: Beira Mar

2006./07.: Leixões

2007./08.: Trofense

2008./09.: Olhanense

2009./10.: Beira Mar

2010./11.: Gil Vicente

2011./12.: Estoril-Praia

2012./13.: Belenenses

2013./14.: Moreirense

2014./15.: Tondela

2015./16.: Porto B

2016./17.: Portimonense

## Vanjske poveznice
- [neaktivna poveznica]